# Росгвардия
Федера́льная слу́жба войск национа́льной гва́рдии Росси́йской Федера́ции (Росгва́рдия) — федеральный орган исполнительной власти, осуществляющий функции по выработке и реализации государственной политики и нормативно-правовому регулированию в сфере деятельности Войск национальной гвардии Российской Федерации, в сфере оборота оружия, в сфере частной охранной деятельности, в сфере частной детективной деятельности и в сфере вневедомственной охраны.
Росгвардия является центральным органом управления Войсками национальной гвардии Российской Федерации (ВНГ России), созданными на основе Внутренних войск МВД России. Относится к государственным военизированным организациям, которые имеют право приобретать боевое оружие.
Из-за вторжения России на Украину федеральный орган находится под международными санкциями всех стран Евросоюза и ряда других стран.

## Задачи
В соответствии со статьёй 2 Федерального закона от 03.07.2016 N 226-ФЗ «О войсках национальной гвардии Российской Федерации» основными задачами является:
1. участие в охране общественного порядка, обеспечении общественной безопасности;
2. охрана важных государственных объектов, специальных грузов, сооружений на коммуникациях в соответствии с перечнями, утвержденными Правительством Российской Федерации;
3. участие в борьбе с терроризмом и экстремизмом;
4. участие в обеспечении режимов чрезвычайного положения, военного положения, правового режима контртеррористической операции;
5. участие в территориальной обороне Российской Федерации;
6. оказание содействия пограничным органам федеральной службы безопасности в охране Государственной границы Российской Федерации;
7. федеральный государственный контроль (надзор) за соблюдением законодательства Российской Федерации в области оборота оружия и в области частной охранной и частной детективной деятельности, а также за обеспечением безопасности объектов топливно-энергетического комплекса, за деятельностью подразделений охраны юридических лиц с особыми уставными задачами и подразделений ведомственной охраны;
8. охрана особо важных и режимных объектов, объектов, подлежащих обязательной охране войсками национальной гвардии, в соответствии с перечнем, утверждённым Правительством Российской Федерации, охрана имущества физических и юридических лиц по договорам;
9. обеспечение по решению Президента Российской Федерации безопасности высших должностных лиц субъектов Российской Федерации (руководителей высших исполнительных органов государственной власти субъектов Российской Федерации) и иных лиц.

На основании Совместного Приказа Росгвардии и МВД России от 28.09.2018 № 430дсп/635дсп «Об утверждении Порядка организации взаимодействия войск национальной гвардии Российской Федерации с Министерством внутренних дел Российской Федерации, его территориальными органами при выполнении задач по охране общественного порядка и обеспечению общественной безопасности» — Росгвардия может привлекаться для охраны общественного порядка и патрулирования улиц по запросу территориальных органов МВД и ФСБ.

## Структура

### Структуры, вошедшие в состав при формировании
В состав Федеральной службы войск национальной гвардии Российской Федерации включены:
- Внутренние войска МВД России;
- Центр специального назначения сил оперативного реагирования и авиации, а также авиационные подразделения (из МВД России);
- Специальные отряды быстрого реагирования (из территориальных органов МВД России);
- Отряды мобильные особого назначения (из территориальных органов МВД России);
- Органы управления и подразделения МВД России, осуществляющие деятельность в сфере вневедомственной охраны (из МВД России);
- Органы управления и подразделения Управления по организации лицензионно-разрешительной работы (УЛРР) МВД России[10], осуществляющие федеральный государственный контроль за оборотом оружия в сфере частной охранной деятельности (из МВД России).

В качестве подведомственной организации в ве́дение Федеральной службы войск национальной гвардии Российской Федерации от МВД России передано Федеральное государственное унитарное предприятие «Охрана» Министерства внутренних дел Российской Федерации (ФГУП «Охрана» МВД России).

### Состав
Структура Росгвардии и ВНГ России:
- Федеральная служба войск национальной гвардии Российской Федерации — центральный орган управления ВНГ России:
  - Главные управления, департаменты, управления, отделы и службы, непосредственно реализующие направления деятельности, а также подразделения, исполняющие управленческие функции.
- Войска национальной гвардии Российской Федерации:
  - Соединения, воинские части и организации ВНГ России, непосредственно подчинённые директору Росгвардии;
  - Образовательные организации высшего образования ВНГ России;
  - Территориальные органы Росгвардии на межрегиональном уровне (центры специального назначения);
  - Округа войск национальной гвардии Российской Федерации:
    - Соединения, воинские части и организации ВНГ России,
    - Территориальные органы Росгвардии на региональном уровне (главные управления, управления, отделы по субъектам Российской Федерации):
      - Федеральные государственные казённые учреждения вневедомственной охраны ВНГ России (управления, отделы по субъектам Российской Федерации).

Воинские формирования и организации ВНГ России окружного подчинения, а также территориальные органы Росгвардии на региональном уровне, дислоцируются по восьми округам войск национальной гвардии Российской Федерации:
- Центральный Оршанско-Хинганский Краснознамённый округ войск национальной гвардии Российской Федерации (командующий — генерал-полковник Игорь Голлоев)[13];
- Северо-Западный ордена Красной Звезды округ войск национальной гвардии Российской Федерации (командующий — генерал-полковник Павел Дашков)[14];
- Северо-Кавказский округ войск национальной гвардии Российской Федерации (командующий — генерал-лейтенант Сергей Захаров)[15];
- Южный округ войск национальной гвардии Российской Федерации (командующий — генерал-полковник Олег Козлов)[16];
- Приволжский округ войск национальной гвардии Российской Федерации (командующий — генерал-полковник Александр Порядин)[17];
- Уральский округ войск национальной гвардии Российской Федерации (командующий — генерал-полковник Александр Попов)[18];
- Сибирский округ войск национальной гвардии Российской Федерации (командующий — генерал-лейтенант Николай Марков)[19];
- Восточный округ войск национальной гвардии Российской Федерации (врио командующего — генерал-лейтенант Курбонали Сафаров)[20].

В структуру Росгвардии входит ведомственная пожарная охрана войск национальной гвардии Российской Федерации (ВПО), действующая на основании Федерального закона «О пожарной безопасности». В состав ВПО входят: подразделение центрального аппарата Росгвардии, координирующее деятельность органов управления и подразделений ВПО, инспекции государственного пожарного надзора оперативно-территориальных объединений, инспекции (пожарной безопасности) территориальных органов Росгвардии, инспекции (группы) пожарной безопасности соединений и воинских частей, противопожарные службы, службы противопожарной защиты и спасательных работ воинских частей.

#### Подведомственные организации
В ве́дении Росгвардии находится Федеральное государственное унитарное предприятие «Охрана» Федеральной службы войск национальной гвардии Российской Федерации (ФГУП «Охрана» Росгвардии) — государственное предприятие, частично действующее на основании Федерального закона «О ведомственной охране», в котором оно обозначено, как «военизированные и сторожевые подразделения организации, подведомственной Росгвардии» (статья 26). В отличие от ведомственной охраны, предприятие имеет право осуществлять на договорной основе охрану объектов всех форм собственности независимо от ведомственной принадлежности. Работники ФГУП «Охрана» Росгвардии используют специальные средства и боевое ручное стрелковое оружие, принятые на вооружение войск Росгвардии, а также служебное и гражданское оружие, разрешенное к обороту на территории Российской Федерации.
До 2016 года предприятие находилось в ве́дении Министерства внутренних дел Российской Федерации и называлось ФГУП «Охрана» МВД России.
На 10 марта 2019 года ФГУП «Охрана» является самой крупной вооруженной коммерческой охранной структурой в России и СНГ, при этом действующей только на основании правовых актов Росгвардии и в условиях, когда контролирующим органом предприятия является только Росгвардия, которая в свою очередь остаётся надзорным органом над другими юридическими лицами с особыми уставными задачами, в том числе частными охранными организациями.

## Руководство

### Центральный аппарат Росгвардии
| Имя                           | Звание                    | Дата назначения на должность | Должность |
| ----------------------------- | ------------------------- | ---------------------------- | --- |
| Виктор Васильевич Золотов     | генерал армии             | с 5 апреля 2016 года         | Директор Федеральной службы войск национальной гвардии Российской Федерации — главнокомандующий войсками национальной гвардии Российской Федерации                                                                                          |
| Виктор Николаевич Стригунов   | генерал-полковник         | с 27 января 2020 года        | Первый заместитель директора Федеральной службы войск национальной гвардии Российской Федерации — главнокомандующего войсками национальной гвардии России                                                                                   |
| Юрий Викторович Яшин          | генерал-полковник         | с 1 мая 2021                 | Начальник Главного штаба войск национальной гвардии Российской Федерации — заместитель директора Федеральной службы войск национальной гвардии Российской Федерации — главнокомандующего войсками национальной гвардии Российской Федерации |
| Олег Анатольевич Плохой       | генерал-полковник         | с 12 июня 2019 года          | Статс-секретарь — заместитель директора Федеральной службы войск национальной гвардии Российской Федерации — главнокомандующего войсками национальной гвардии Российской Федерации                                                          |
| Сергей Анатольевич Лебедев    | генерал-полковник полиции | с 19 октября 2016 года       | Заместитель директора Федеральной службы войск национальной гвардии Российской Федерации — главнокомандующего войсками национальной гвардии Российской Федерации                                                                            |
| Алексей Михайлович Кузьменков | генерал-полковник         | с 11 марта 2024 года         | Заместитель директора Федеральной службы войск национальной гвардии Российской Федерации — главнокомандующего войсками национальной гвардии Российской Федерации                                                                            |
| Алексей Степанович Беззубиков | генерал-полковник         | с 2 марта 2020 года          | Заместитель директора Федеральной службы войск национальной гвардии Российской Федерации — главнокомандующего войсками национальной гвардии Российской Федерации                                                                            |
| Игорь Анатольевич Ильяш       | генерал-полковник         | с 1 июля 2021 года           | Заместитель директора Федеральной службы войск национальной гвардии Российской Федерации — главнокомандующего войсками национальной гвардии Российской Федерации                                                                            |
| Владислав Александрович Ершов | генерал-лейтенант         | с 12 августа 2022 года       | Заместитель директора Федеральной службы войск национальной гвардии Российской Федерации — главнокомандующего войсками национальной гвардии Российской Федерации                                                                            |

#### Руководители обособленных подразделений
| Имя                            | Звание            | Дата назначения на должность | Должность |
| ------------------------------ | ----------------- | ---------------------------- | --- |
| Александр Иванович Афиногентов | Генерал-лейтенант | с 13 октября 2016 года       | Начальник Главного управления авиации — начальник авиации Федеральной службы войск национальной гвардии Российской Федерации                 |
| Андрей Александрович Шатаев    | Контр-адмирал     | с 13 октября 2016 года       | Начальник Управления охраны объектов на акваториях Росгвардии — командующий морскими частями войск национальной гвардии Российской Федерации |

## История

### Предыстория
Первоначальным военизированным органом правопорядка в России была опричнина, сформированная в 1565 году царём Иваном Грозным и расформированная в 1584 году. Затем долгое время в стране не существовало внутренних войск и лишь во времена Российской империи появились гарнизонные войска, а после неё, в 1811 году — Внутренняя стража. С этого момента отсчитывается официальное появление внутренних гарнизонных войск в стране. Затем, 28 апреля (10 мая) 1827 служба была преобразована в Отдельный корпус жандармов Русской императорской армии, который, в дальнейшем, перешёл под командование МВД Российской империи. После русской революции 13 (26) апреля 1917 года жандармерия была упразднена и разделилась на Красную и Белую гвардии. После победы большевиков в гражданской войне Красная гвардия была переформирована в Конвойную стражу НКВД СССР, которая позднее была реформирована во Внутренние войска МВД СССР. Непосредственно предшествующим Национальной гвардии формированием являлись Внутренние войска МВД России, созданные в 1992 году. В состав войск вошли все бывшие формирования Внутренних войск МВД СССР, дислоцированные на территории РСФСР.

### Проекты создания национальной гвардии

#### 1990-е годы
В соответствии с п.11 ст.121-5 Конституции РСФСР, а также решениями Чрезвычайной сессии Верховного Совета России от 21-23 августа Президент РСФСР Б. Н. Ельцин поручил вице-президенту РСФСР А. В. Руцкому приступить к формированию Российской гвардии «для усиления защиты конституционного строя и демократических завоеваний, создания дополнительных гарантий законности и правопорядка на территории страны».
В качестве модели для создания РГ, использовался иностранный опыт (в первую очередь, американский опыт: структура и функции Национальной гвардии США). Все разработанные документы прошли рассмотрение и были одобрены профильными комитетами Верховного Совета РСФСР. Фактически, уже был начат набор добровольцев в формирующиеся гвардейские части и соединения: при мэрии Москвы, в соответствии с распоряжениями мэра Г. Х. Попова от 24 августа № 129-РМ и от 28 августа 1991 г. № 131-РМ была создана комиссия по формированию Московской бригады Национальной гвардии РСФСР, отбор в которую прошли около 3 тысяч человек, однако уже 27 сентября 1991 года Попов издал распоряжение № 181-РМ, которым приостановил формирование Национальной гвардии города Москвы с формулировкой «до выхода федеральных законодательных документов».
Против создания РГ выступал будущий Министр обороны РФ генерал-полковник П. С. Грачёв. Кроме того, отрицательно отнесся к этому первый заместитель Министра внутренних дел РСФСР В. Ф. Ерин. Проект создания Российской гвардии был отложен на неопределённый срок.

#### 2010-е годы
О планах создания Национальной гвардии, которая будет подчинена президенту, сообщалось в 2012 году. Предполагалось, что Национальная гвардия будет формироваться для обеспечения безопасности страны и защиты конституционного строя на основе внутренних войск МВД России и других силовых структур, в том числе за счёт части сил и средств, входящих в ВДВ, ВВС, ВМФ и военную полицию, а также подразделений МЧС России.

### Создание Национальной гвардии
5 апреля 2016 года президент Владимир Путин постановил образовать Федеральную службу войск национальной гвардии России (Росгвардия), а также преобразовать Внутренние войска МВД России в Войска национальной гвардии Российской Федерации, из основных задач которых должна стать борьба с терроризмом и организованной преступностью в тесном контакте с МВД России. В состав национальной гвардии, согласно указу, также будут включены подразделения ОМОН, СОБР, Центра специального назначения сил оперативного реагирования и авиации, вневедомственной охраны, подразделения лицензионно-разрешительной работы. Создание национальной гвардии произошло в рамках реформы совершенствования работы правоохранительных органов России.
Также были произведены изменения в составе Совета Безопасности Российской Федерации: президент включил в качестве постоянного члена Совета Безопасности В. В. Золотова — директора Федеральной службы войск национальной гвардии Российской Федерации — главнокомандующего войсками национальной гвардии Российской Федерации.
В этот же день Владимир Путин внёс в Государственную думу законопроекты о национальной гвардии и изменениях в ряд законодательных актов. По этим документам силовое ведомство получало широкие полномочия, вроде права стрелять без предупреждения и применять в экстренных случаях бронетехнику и водомёты.
Директором Росгвардии утверждён план основных мероприятий по формированию Федеральной службы, созданы рабочие группы по проведению комплекса мероприятий, направленных на создание систем технического и тылового обеспечения структуры, финансирования нового ведомства и т. п. Главнокомандующий войсками Национальной гвардии РФ Виктор Золотов сообщил, что формирование Росгвардии будет проходить в три этапа и окончательно закончится в 2018 году.
Руководство деятельностью Федеральной службы войск национальной гвардии осуществляет Президент Российской Федерации.
14 апреля 2016 года во время прямой линии Владимир Путин объяснил создание Национальной гвардии необходимостью поставить под особый контроль оборот оружия в стране.

## Экипировка и вооружение бойцов Росгвардии
После испытаний в спецподразделениях на вещевое довольствие Росгвардия утвердила камуфляж расцветки «Мох» или, по европейскому стандарту, «Атакс» — камуфляж-невидимка за счёт трёхмерности инновационного рисунка. Является основной базовой униформой. Особый рисунок камуфляжа создан на основе цифрового «органического» пикселя, он исключительно вписывает фигуру человека в окружающую среду, не допуская его обнаружения даже при использовании оптики. Как отличительный предмет формы одежды, для общего ношения введена тельняшка с полосами крапового цвета во всех подразделениях Росгвардии (при использовании полевой формы одежды). Кроме спецодежды, маскировочные особенности раскраски используют бойцы Росгвардии для предметов экипировки: рюкзаков, разгрузочных жилетов, сумок, оружия, подсумков, шлемов, перчаток, обуви. В зависимости от местности и ландшафта используют несколько модификаций камуфляжа Атакс, такие как «Мох-1», «Мох-2» и «Мох-3». Для сотрудников, имеющих специальные звания, полиции утверждена камуфлированная форма синего цвета «Точка».
В арсенале бойцов Росгвардии есть два комплекта экипировки: боевая и специальная. Специальная экипировка включает в себя: противоударный шлем с забралом, средства индивидуальной защиты рук, плеч, колен, бронежилет, спецсредства — резиновую палку ПР-73, противогаз. Помимо стрелкового оружия различных систем, сотрудники ведомства имеют доступ к БТР, бронеавтомобилям «Тигр», вертолётам и беспилотникам, а также артиллерии.

## Звания военнослужащих и сотрудников Росгвардии
Воинские звания присваиваются военнослужащим войсковых частей и соединений Федеральной службы войск национальной гвардии, проходящим службу по контракту и назначенным на должности рядового, сержантского состава, а также на должности прапорщиков и офицеров.
| Рядовые | Рядовые  | Сержанты        | Сержанты | Сержанты        | Сержанты | Прапорщики | Прапорщики        |
| ------- | -------- | --------------- | -------- | --------------- | -------- | ---------- | ----------------- |
|         |          |                 |          |                 |          |            |                   |
| Рядовой | Ефрейтор | Младший сержант | Сержант  | Старший сержант | Старшина | Прапорщик  | Старший прапорщик |

| Младшие офицеры | Младшие офицеры   | Младшие офицеры | Старшие офицеры | Старшие офицеры | Старшие офицеры | Высшие офицеры | Высшие офицеры    | Высшие офицеры    | Высшие офицеры |
| --------------- | ----------------- | --------------- | --------------- | --------------- | --------------- | -------------- | ----------------- | ----------------- | -------------- |
|                 |                   |                 |                 |                 |                 |                |                   |                   |                |
| Лейтенант       | Старший лейтенант | Капитан         | Майор           | Подполковник    | Полковник       | Генерал-майор  | Генерал-лейтенант | Генерал-полковник | Генерал армии  |

Кроме того, в морских воинских частях Росгвардии военнослужащим присваиваются корабельные воинские звания.
Специальные звания полиции присваиваются сотрудникам Росгвардии, назначенным на должности рядового и начальствующего составов подразделений управления, СОБР, ОМОН, вневедомственной охраны и отделов лицензионно-разрешительной работы.
К названиям специальных званий полиции добавлено существительное — «полиции». У находящихся в отставке добавляются слова «в отставке».
| Рядовой состав  | Младший начальствующий состав | Младший начальствующий состав | Младший начальствующий состав | Младший начальствующий состав | Младший начальствующий состав | Младший начальствующий состав |
| --------------- | ----------------------------- | ----------------------------- | ----------------------------- | ----------------------------- | ----------------------------- | ----------------------------- |
|                 |                               |                               |                               |                               |                               |                               |
| Рядовой полиции | Младший сержант полиции       | Сержант полиции               | Старший сержант полиции       | Старшина полиции              | Прапорщик полиции             | Старший прапорщик полиции     |

| Средний начальствующий состав | Средний начальствующий состав | Средний начальствующий состав | Средний начальствующий состав | Старший начальствующий состав | Старший начальствующий состав | Старший начальствующий состав | Высший начальствующий состав | Высший начальствующий состав | Высший начальствующий состав |
| ----------------------------- | ----------------------------- | ----------------------------- | ----------------------------- | ----------------------------- | ----------------------------- | ----------------------------- | ---------------------------- | ---------------------------- | ---------------------------- |
|                               |                               |                               |                               |                               |                               |                               |                              |                              |                              |
| Младший лейтенант полиции     | Лейтенант полиции             | Старший лейтенант полиции     | Капитан полиции               | Майор полиции                 | Подполковник полиции          | Полковник полиции             | Генерал-майор полиции        | Генерал-лейтенант полиции    | Генерал-полковник полиции    |

## Деятельность
По данным ведомства, в 2016 году под общим руководством Национального антитеррористического комитета бойцы Росгвардии уничтожили 125 боевиков, ликвидировали более 300 их лагерей, схронов и убежищ.
В апреле 2017 года подразделения Росгвардии использовали бронетехнику для блокирования дагестанских дальнобойщиков, протестующих против системы «Платон».
Весной 2018 года после пожара в ТЦ «Зимняя вишня» ведомство сообщило о намерении проверить все частные охранные предприятия, которые работают на объектах массового скопления людей в России.
В июле появилась информация о том, что ФГУП «Охрана» разместило Заказ на мониторинг СМИ, интернет-ресурсов и социальных медиа. А выполнит его компания «М 13», которая в 2016 году представила систему мониторинга «Катюша». Договор заключен на год, его цена — 1,78 миллиона рублей. Отчеты будут предоставлять каждый месяц. Список руководителей, информацию о которых нужно отслеживать, — глава Росгвардии Виктор Золотов, его заместитель Сергей Лебедев, начальник Главного управления вневедомственной охраны Александр Грищенко и другие.

## Участие в российском вторжении на Украину
Росгвардейцы приняли участие во вторжении РФ на территорию Украины. Их задачей, по оценкам, является удержание оккупированных территорий под контролем (так, перед нападением в Белгороде наблюдались грузовики для перевозки заключённых с характерной маркировкой). В начале российского нападения на Украину, из-за нарушенной логистики, Росгвардия, на некоторых направлениях, прибывала раньше, чем формирования вооруженных сил, в ходе чего колоны попадали под обстрелы и несли значительные потери, так понесены существенные потери под Киевом и на Харьковом направлении, в том числе понесли потери части ОМОН. 9 марта в Херсоне росгвардейцы подавили акции протеста против оккупации города, арестовав более 400 человек. В России Росгвардия также активно подавляла антивоенные протесты.
24 февраля Росгвардия вместе с Сухопутными войсками России захватывала Чернобыльскую АЭС. После боёв за Энергодар Росгвардия заняла Запорожскую АЭС. По данным компании «Энергоатом», захватом Запорожской АЭС руководил генерал-майор Росгвардии Алексей Юрьевич Домбровский, который отдавал приказы о её обстреле, создавшем опасность ядерной катастрофы, а также об обстреле жилых кварталов города Энергодара.
13 апреля 2022 года боях на Херсонщине погибли 7 членов отряда «Мечел». Все погибшие посмертно были награждены орденами Мужества.
19 июля в результате удара ВСУ по полевой базе отряда спецназа «Меркурий» по открытым данным установлена гибель по крайней мере 10 спецназовцев, украинские журналисты и родственники погибших говорили о примерно 18 погибших и о десятках раненых.
В результате неудачного штурма Киева и понесённых потерь, отмечались массовые отказы сотрудников Росгвардии от участия в войне, так самовольно вернулись обратно бойцы из Краснодара, Хакасии, Кабардино-Балкарии и Северной Осетии. Больше всего отказников — около 500 человек — вернулось в Кабардино-Балкарию. Отмечались случаи давления, угрозах уголовными делами и увольнения отказников, так в Краснодаре уволили командира взвода ОМОН и 11 его подчиненных из-за отказа воевать на Украине, силовики отказались принять участие в войне, сочтя приказ незаконным. В мае 2022 года в Нальчике прошли предварительные слушания по иску 115 сотрудников Нацгвардии, уволенных из-за отказа воевать против Украины.
На сентябрь 2022 года журналисты в открытых источниках нашли сведения как минимум о 245 погибших сотрудников Росгвардии, большая часть из них — сотрудники подразделений особого назначения (отряды спецназа, СОБР и ОМОН), почти каждый четвёртый имел офицерское звание, по меньшей мере 16 погибших росгвардейцев — обладатели крапового берета. Наибольшие потери личного состава понёс 26 ОСН «Барс» из Казани, погибли 10 его сотрудников, включая двух офицеров, схожие потери у отряда спецназа 25 ОСН «Меркурий» из Смоленска, также известно о 7 погибших 604 ЦСН «Витязь» из Москвы. В июле 2022 года погибло 12 приехавших на ротацию бойцов сахалинского ОМОНа при обстреле города Стаханов в Луганской области.
По открытым источникам, на апрель 2023 года, погиб 451 сотрудник спецназа Росгвардии, на февраль 2024 года потери составили 544 человека.

## Реакция и оценки

### Официальные заявления
5 апреля 2016 года пресс-секретарь президента России Дмитрий Песков заявил, что создание национальной гвардии, которая заменит Внутренние войска МВД России, никак не связано с кризисом доверия к другим силовым структурам.
18 марта 2020 года Владимир Путин подписал федеральный закон об обязательном прохождении полиграфа при приёме на службу в Росгвардию и назначении на руководящие должности. Автор инициативы — зампред комитета Госдумы по безопасности и противодействию коррупции Александр Хинштейн пояснил, что обязанность вводится законом «для обеспечения собственной безопасности» ведомства.

### Оценки военнослужащих и сотрудников структур силового блока ведомств
Глава московского профсоюза сотрудников полиции Михаил Пашкин отметил, что функции национальной гвардии будут частично совпадать с функциями ФСБ России, в частности, в задачах по борьбе с терроризмом.
Генерал-майор в отставке ФСБ России Василий Ерёменко предположил, что национальная гвардия, в отличие от ФСБ России, будет проводить крупные контртеррористические операции внутри страны.
Экс-глава МВД России генерал армии Анатолий Куликов заявил, что Росгвардия должна бороться с радикальным экстремизмом и терроризмом.
По мнению экс-Главнокомандующего силами подконтрольной России ДНР И. И. Стрелкова, созданная структура является инструментом, «и польза либо вред от её применения зависят исключительно от того, кто будет им пользоваться».

### Мнения учёных, оппозиционных политических обозревателей и общественных деятелей
Политический обозреватель К. Ю. Рогов заявил, что создание Росгвардии является признаком кризиса власти В. В. Путина.
Историк А. И. Фурсов в своём интервью телеканалу ANNA News отметил несоответствие решения о создании национальной гвардии РФ существующим в стране проблемам и потенциальным угрозам.
По мнению востоковеда А. А. Немировского, НГ РФ была создана в результате обострения напряжённости в Ближневосточном регионе в конце 2014 — начале 2015 годов и очередного этапа ухудшения российско-американских отношений.
Публицист М. Калашников сравнил вновь созданное военное формирование с Преторианской гвардией Древнего Рима.
Общественный деятель Ю. Ю. Болдырев выразил уверенность в том, что НГ РФ была создана для обеспечения силового прикрытия непопулярных реформ в социальном секторе, в частности, в сфере образования и здравоохранения, а также «Стратегии 2020», — по его мнению, высшие должностные лица страны задолго до вступления России в ВТО спрогнозировали появление большого количества недовольных указанными реформами и необходимость противопоставить им консолидированные силы нескольких ведомств для подавления любых проявлений общественного протеста в ходе дальнейшей реализации указанного курса реформ.
Политолог Г. О. Павловский отметил, что создание НГ РФ имеет целью демонстрацию силы.
По оценке редакции газеты «Ведомости», руководитель Росгвардии Золотов допустил со своей стороны прямую угрозу применения силы. Так, отмечено, что «призывы к физическому насилию в политических спорах куда вернее указывают направление движения страны — не вперед, в будущее, а назад, в подворотню».
По оценке супруги Алексея Навального Юлии Навальной, сделанное главой Росгвардии Виктором Золотовым видеообращение к её супругу является угрозой всей семье.

### Решения судов и ФАС России
В 2017 году ФАС России обратила внимание на то, что ФГУП «Охрана» Росгвардии, используя своё положение, ведёт недобросовестную конкурентную борьбу с государственными предприятиями ведомственной охраны.

### Иностранные оценки
Американская разведывательно-аналитическая компания Stratfor расценила создание Национальной гвардии как попытку президента Владимира Путина обезопасить себя от возможной нелояльности других силовых ведомств, в том числе вооружённых сил, «в случае государственного переворота».

## Санкции
6 мая 2022 года, на фоне вторжения России на Украину, Росгвардия включена в санкционный список Канады «за содействие и поддержку неспровоцированного и неоправданного вторжения президента Путина на Украину».
16 декабря 2022 года Росгвардия была включена в санкционный список Евросоюза, так как «Росгвардия принимала участие в агрессивной войне России против Украины. Поэтому она несёт ответственность за материальную поддержку действий, которые подрывали или угрожали территориальной целостности, суверенитету и независимости Украины».
По аналогичным причинам Росгвардия включена в санкционные списки Новой Зеландии, Украины, Швейцарии.

## Критика

### Оказание ФГУП «Охрана» охранных услуг криминальному авторитету Дмитрию Павлову
17 ноября 2017 года стрелки ФГУП «Охрана» Росгвардии на коммерческой основе сопроводили на автомобиле Mercedes Gelandewagen и охраняли криминального авторитета Дмитрия Павлова, известного в криминальном мире как «Павлик», во время празднования его юбилея в ресторане в комплексе «Москва-Сити». На одной из парковок комплекса произошла перестрелка между охранниками ЧОП Гаврила Юшваева, известного в криминальном мире как «Гарик Махачкалинский», которому принадлежит данная башня в «Москва-Сити», и стрелками Росгвардии. Одна из пуль попала в ногу диджею Алексею Ивкину, работавшему на празднике, также были ранены два стрелка Росгвардии. На месте перестрелки был утерян табельный пистолет стрелка Росгвардии. Официальный представитель предприятия ФГУП «Охрана» Валерий Грибакин заявил, что сотрудники ФГУП «Охрана» Росгвардии не имеют военных и специальных званий, а находятся в статусе работников предприятия и не находятся на государственной службе, и охраняли они на основании договора об охране имущества, который был заключён с юридическим лицом, не Павлова, а его автомобиль Lexus с грузом внутри на парковке комплекса. Перестрелку, по утверждению Грабкина, инициировала охрана ЧОП Юшваева.

### Приостановка деятельностифельдъегерейМосквы и Московской области
На основании решения Центра лицензионно-разрешительной работы Главного управления Росгвардии по городу Москве от 29 ноября 2017 г. было изъято оружие в Управлении специальной связи по г. Москве и Московской области федерального государственного унитарного предприятия «Главный центр специальной связи» (ФГУП ГЦСС). В результате предприятие было вынуждено приостановить сбор и доставку отправлений, перевозка которых требует вооруженного сопровождения в соответствии с действующим законодательством. ФГУП ГЦСС вынуждено было прибегнуть к услугам ведомственной охраны Минкомсвязи России (ФГУП «СВЯЗЬ-безопасность») для охраны собственных режимных объектов на территории Москвы и Московской области. При выборе охранного предприятия было рассмотрено несколько вариантов, в том числе предложение ФГУП «Охрана» Росгвардии, которое было отвергнуто в связи с необоснованно завышенной стоимостью услуг.

### Расследование о закупке продуктов по завышенным ценам
Ещё до публикации расследования Навального о завышении цен мясокомбинатом «Дружба народов» заявляли в общественной организации «Гражданский контроль государственных закупок». В декабре 2017 года, спустя три дня после того, как ООО «Мясокомбинат „Дружба народов“» было определено кабмином в качестве поставщика для Росгвардии, в общественной организации сообщили о завышенных ценах у этого поставщика. В апреле «Гражданский контроль» обратился с этим вопросом в администрацию президента, это обращение было перенаправлено в ФАС России и Следственный комитет.
Цена продуктов, закупаемых Росгвардией, резко выросла после того, как председатель правительства Дмитрий Медведев в декабре 2017 года подписал распоряжение № 2686-р, в соответствии с которым «единственным исполнителем осуществляемых Росгвардией в 2017—2018 годах закупок продовольствия и услуг по организации питания» определено ООО «Мясокомбинат „Дружба народов“». Об этом говорится в расследовании политика Алексея Навального, опубликованном 23 августа 2018 года на его сайте. Например, согласно сайту государственных закупок, в декабре 2017 года ставропольское ООО «Югэкспорт» обязалось поставить капусту для Северо-Кавказского центра материально-технического обеспечения Росгвардии по 14,96 руб. за килограмм, а «Дружба народов» в июле 2018 года — уже по 46,78 руб. Лук в июльской закупке оказался дороже более чем в два раза, чем в декабрьской: 37,30 руб. за килограмм вместо 16,47 руб. В ноябре 2017 года, указывает Навальный, Росгвардия закупила мясо по 311,78 руб. за килограмм, а всего через месяц у «Дружбы народов» — по 436 руб. за килограмм. По подсчётам Навального, общая сумма контрактов Росгвардии с «Дружбой народов» превышает 2 млрд руб.
11 сентября 2018 года директор Федеральной службы войск национальной гвардии Российской Федерации — главнокомандующий войсками национальной гвардии Российской Федерации генерал армии Виктор Золотов в своем видеообращении, размещённом на сайте Росгвардии, обвинил основателя ФБК (называя его «господин Навальный») в клевете и вызвал того на поединок, пообещав сделать из оппозиционера «отбивную», ответив таким образом на обвинения Навального о том, что продукты для нужд Росгвардии закупались по завышенным ценам. Долгое молчание Золотов объяснил тем, что находился в командировке и не смог ответить вовремя.
В декабре 2018 года стало известно, что закупки Росгвардии проверяют ФСБ, ФАС, военная прокуратура, а также собственная внутренняя служба безопасности Росгвардии.

## Похожие государственные органы в других странах
- Иран — Корпус стражей исламской революции
- Испания — Гражданская гвардия Испании
- Италия — Карабинеры Италии
- Китай — Народная вооружённая милиция Китая
- США — Национальная гвардия
- Франция — Национальная жандармерия Франции
- Украина — Национальная гвардия Украины